# Operación Orada
La Operación Orada (en Croata: Operacija Orada), o Acción Orada, fue una operación militar llevada a cabo por el Ejército Croata (HV) y la Policía Especial del Ministerio de Interior entre el 5 y 8 de diciembre para liberar la ciudad de Lipik y sus alrededores que se encontraban en poder de Yugoslavia.

## Contexto general
El 28 de noviembre de 1991, el Ejército Popular Yugoslavo (JNA), apoyado por milicias serbias, había ocupado la totalidad de la localidad. Los croatas fueron expulsados totalmente de la ciudad por lo que se replegaron a Filipovac, donde se restableció la defensa. A partir de entonces, comenzaron los preparativos para su recuperación.
Según orden del Estado Mayor General del HV, el 4 de diciembre de 1991 se debía atacar a través de los ejes Korita - Jagma - Lipik y Gornja Subocka - Donja Subocka - Donji Čaglić y cortar la comunicación Okučani - Lipik.
El 4, las 1.° y 117.° brigadas iniciaron el ataque. Esto agregaría presión sobre el flanco oeste de los Yugoslavos y serbios en Lipik. Recién el 7, las fuerzas yugoslavas y serbias fueron expulsadas de Korita retirándose a las aldeas de Jagma y Donja Subocka.
Simultáneamente, el 5 de diciembre, los croatas iniciaron la Operación Orada para la recuperación de la ciudad de Lipik y las aldeas de los alrededores (Dobrovac, Kukunjevac, Korita, Jagma y Subocka).

## Distribución de fuerzas y fracciones Intervinientes

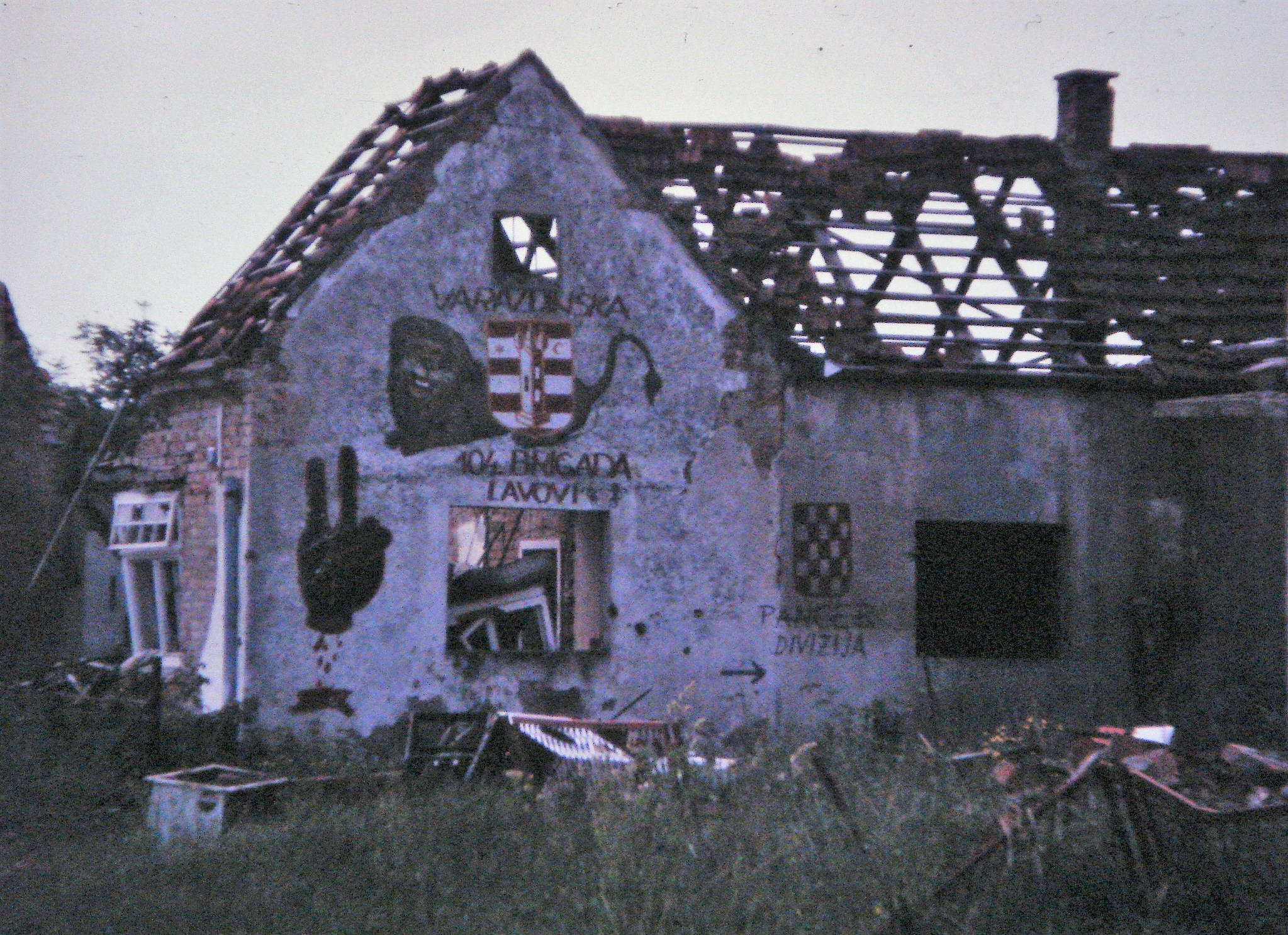
Pared con referencias a la 104.° Brigada Varaždin (Ejército Croata). Ubicada al oeste de ruta entre Lipik y Donji Čaglić, en proximidades del puente sobre río Pakra. Toma en agosto de 1994.

### Croatas
En el marco de la Operación Papuk-91, Orada sería responsabilidad de la Zona Operativa Bjelovar.
La dirección principal de ataque debía ser desde Klisa y Filipovac (calle Tabor) en dirección a Lipik y las direcciones secundarias desde Klisa, Toranj, Batinjani, Mali Banovac y Brezine hacia Dobrovac y Kukunjevac. En total, unos 600 miembros del Ejército y la Policía Especial croatas participaron en el ataque (300 sobre Lipik), con el apoyo de tanques y artillería:
- 1.° Compañía del 76.º Batallón Independiente Pakrac en el eje Filipovac - Lipik (ala derecha del ataque) apoyada por siete tanques y un vehículo de infantería de la 105.° Brigada Bjelovar en la dirección Prekopakra - altura 160 - Lipik.
- una compañía de la Policía Especial (MUP) de Poljana y una sección de la policía de Zabok en el eje oeste de Filipovac - Lipik.
- 1.° Compañía del 54.º Batallón Independiente Čakovec y policía de Lipik desde este de las aldeas Filipovac hacia Lipik (ala izquierda).
- fracciones de una compañía de la 104.ª Brigada Varaždin atacaría ocupando posiciones en el bosque de Krndija con la tarea brindar seguridad de la dirección de Dereza y Kusonje. Policía de Pakrac, resto de la 104.° Brigada Varaždin y el 76.° Batallón Independiente, que no participaron en la ofensiva, debían defender Pakrac de acciones desde Gavrinica[Nota 1].
- fracción de la 104.ª Brigada ocuparían la aldea de Klisa.
- fracciones de 3.° Batallón de la 117.ª Brigada Križevci atacaría a través de los bosques de Turkovača en dirección Sklizavac - Kukunjevac - Dobrovac.
- fracciones de 73.º Batallón Independiente Garešnica junto a fracciones de 56.º Batallón Independiente Kutina en la dirección a aldea Brezine - Kukunjavac.
- Apoyo de artillería, una batería de obuses independiente de 122 mm en Mali Banovac.

### Yugoslavos y serbios
Dos compañías de las Defensas Territoriales serbias de Donji Čaglić y elementos de la 343.° Brigada del JNA. Efectivo estimado en Lipik de 200 con apoyo de artillería y dos tanques. También se encontraban miembros del Destacamento TO Laktaši (Bosnia).
Las tropas que defendían la ciudad lo hacían con la bandera yugoslava.

## Desarrollo de la operación

### 5 de diciembre
La acción ofensiva croata comenzó el 5 de diciembre de 1991, a las 10 de la mañana, con el fuego de preparación de artillería seguido de un ataque de blindado y de infantería desde las aldeas de Klisa y de Filipovac. Debido a la fuerte resistencia y el empleo de misiles antitanques, los blindados se retiraron, mientras que la infantería llegó a los suburbios al norte de Lipik.
Por la tarde, miembros de la MUP ingresaron a parte de Lipik, y otras unidades croatas se establecieron en posiciones al norte de a ciudad. Según el plan del Comando del Sector Pakrac, ese día las fracciones de la 104.ª Brigada ocuparían Klisa, pero lo hicieron solo al día siguiente.
En la direcciones secundarias, el 3.° Batallón de la 117.° Brigada atravesaron éxito el bosque de Turkovača y llegaron a las aldeas Sklizavac y Smrtići al norte de Kukunjavac donde su avance fue detenido por tanques de fuerzas serbias / yugoslavas. En la dirección desde Brezine, las fracciones del 73.º Batallón llegaron a las primeras casas en Kukunjevac. Desde la dirección de Gaj hacia Kukunjevac, los miembros del 54.º Batallón también realizaron su avance. Las tropas croatas permanecieron en las primeras casas en Kukunjevac ese noche.
Aunque las fuerzas croatas no ocuparon Lipik y sus alrededores ese día, los serbios y yugoslavos se encontraron en una situación crítica. Por la noche, las tropas del JNA se replegaron de la ciudad a Donji Čaglić dejando solo dos las compañías de las Defensas Territoriales.
Ante el fracaso del ataque, las unidades croatas se replegaron a sus posiciones de partida para el ataque de la mañana. Unos 30 miembros de la 1.° Compañía del 76.° Batallón se mantuvieron en contacto durante la noche.

### 6 de diciembre
A partir de las 8 de la mañana, comenzó la preparación de artillería croata para la continuación del ataque a Lipik, Dobrovac y Kukunjevac, seguida de la infantería y blindados croatas a las 9.
Los serbios, unos 180, ocuparon una posición próxima al cementerio. Los croatas emplearon cuatro direcciones de ataque:
- (ala izquierda) Desde Filipovac a lo largo de la calle que une Pakrac con Lipik (calle Lipik) y calle central de la ciudad (calle María Teresa). A cargo de la MUP[Nota 5].
- (centro izquierda) Desde Filipovac: Calle Filipivac -  Nikola Tesla. A cargo de la 1.° Compañía del 54.º Batallón Independiente Čakovec y MUP.
- (centro derecha) Desde Prekopakra - norte de Filipovac - cementerio. Empleada una sección de la MUP.
- (ala derecha) Prekopakra - altura 160 - Lipik. MUP y cinco tanques que fueron atacados por helicópteros antitanques. Se une con la fracción de la 1.° Compañía del 76.º Batallón que se mantuvo en contacto durante la noche. Penetró hasta la fábrica de vidrios en la profundidad del ataque donde organizó una defensa perimetral y abrió fuego hacia Subocka y Donji Čaglić. Esto obligó a las tropas y tanques serbios a replegarse hacia esta última aldea siguiendo la línea ferroviaria.

Las fuerzas croatas ingresaron al centro de Lipik al mediodía. Lo hicieron los blindados junto con la fracción 1.° Compañía del 76.º Batallón Independiente. Por la tarde, miembros del 54.° Batallón Independiente también ingresaron a la ciudad y por la noche se introdujeron elementos de la 104.ª Brigada para fortalecer la defensa de la ciudad.
Con la liberación de Lipik, las fuerzas serbias en Kukunjevac y Dobrovac quedaron aisladas y, por lo tanto, se encontraron en una posición difícil. Los miembros del 3.° Batallón de la 117.° Brigada lograron ocupar la aldea de Smrtic a las 10 de la mañana, pero otras partes de la misma unidad fueron expulsadas de la posición cerca de Dobrovac hacia Klisa debido al fuego de artillería de las fuerzas yugoslavas.
Como consecuencia del repliegue de la 343.° Brigada, el comando del 5.° Cuerpo del JNA trasladó desde Gornji Varoš - Uskoci al área de Japaga, Kovačevac Čaglićki y Radjenovci a la 122.° Brigada Ligera.

### 7 de diciembre
El 7 se mantenía una fuerte presión sobre el JNA desde el oeste que debió abandonar Gornja y Donja Subocka ante el avance de la 1.° Brigada del HV "Tigrovi". Ello motivó que las milicias serbias hagan lo propio.
En algunas partes del sur de Lipik, se mantuvieron retaguardias serbias que impedían la consolidación del ataque del día anterior. El mismo día, son replegados de Lipik la MUP y la 1.° Compañía del 54.º Batallón Independiente Čakovec. La compañía de la 104.ª Brigada Varaždin y la compañía del 76 Batallón los reemplazaron.
En el resto del dispositivo, las fuerzas croatas continuaron desde la dirección de Lipik y Kukunjevac para liberar la aldea de Dobrovac que a las 11 la aldea quedó libre de fuerzas serbias. Participó del ataque una compañía de la 117.ª Brigada Križevci repitiendo el ataque del 5.

### 8 de diciembre
El 8 de diciembre se liberó completamente Kukunjevac. Con ello finalizó la Operación Orada.

## Bajas
Durante la Operación Orada en Lipik, Kukunjevac y Dobrovac, cinco miembros de la MUP y un miembro del 3.°Batallón de la 117.ª Brigada murieron mientras que 22 integrantes de las fuerzas croatas resultaron heridos.

## Operaciones posteriores
En la noche del 7 al 8 de diciembre, las fuerzas de la 1.ª Brigada de Guardia croata se reagruparon y en la mañana del 8 comenzaron el ataque contra Jagma. Después de un combate de cinco horas, la aldea fue ocupada. Los yugoslavos y serbios se replegaron a Gornja Subocka. Partiendo de Jagma - Livađani - Kričke, las fuerzas croatas lanzaron un ataque general en toda la línea del frente. La 1.ª Brigada de Guardia derrotó en Gornja y Donja Subocka y Kricke el 9.
Después del 9 de diciembre de 1991, el foco de la guerra se trasladaría a Pakrac, donde continuarían 20 días de lucha hasta el 29 de diciembre cuando finalizó la fracasada Acción Alfa. Esto se dio aprovechando la iniciativa en el área de Pakrac. El 11 de diciembre de 1991 tomaron medidas para liberar las partes ocupadas de Pakrac.